# Naumachocrinus hawaiiensis
Naumachocrinus hawaiiensis is een haarster uit de familie Bathycrinidae.
De wetenschappelijke naam van de soort werd in 1973 gepubliceerd door Austin Hobart Clark.